# Fearless (Schiff, 1934)
HMS Fearless (H67) war ein Zerstörer, der im Dezember 1934 als erstes Schiff der F-Klasse in den Dienst der britischen Royal Navy kam. Im Zweiten Weltkrieg wurde der Zerstörer mit den Battle Honours „Norway 1940“, „Atlantic 1941“, „Malta Convoys 1941“ und „Mediterranean 1941“ ausgezeichnet.
1941 wurde die bei der Force H in Gibraltar eingesetzte Fearless beim Anmarsch zur Sicherung des „Convois Substance“ nach Malta durch einen italienischen Torpedobomber torpediert. Der schwer beschädigte und brennende Zerstörer wurde vom Schwesterschiff Forester nach der Übernahme der verbliebenen Besatzung etwa 50 Seemeilen NNO von Bône (heute Annaba) mit einem Torpedo auf der Position 37° 40′ N, 8° 20′ O versenkt. Sie war der erste Verlust eines Schiffes der Klasse.

## Geschichte
Bei der sechsten Bestellung von neuen Zerstörer durch die Royal Navy im März 1933 ging erstmals seit dem Weltkrieg auch ein Auftrag über zwei Zerstörerneubauten an Cammell, Laird & Company in Birkenhead. Die Werft gehörte seit 1893 zu den bedeutendsten Lieferanten von Zerstörern der Royal Navy mit über 50 Neubauten von den 26-knottern-Torpedobootszerstörern bis zu Flottillenführern der Admiralty- oder Scott-Klasse. Die Kiellegung der beiden Neuaufträge, die unter den Baunummern 995 und 996 entstanden, erfolgte im Juli 1933. HMS Fearless lief am River Mersey am 12. Mai 1934 als erstes Schiff der Klasse vom Stapel und wurde auch als erstes Schiff der F-Klasse am 22. Dezember 1934 in Dienst gestellt.
Der Neubau war das sechste Schiff der Royal Navy, das den Namen Fearless erhielt. Vorheriger Namensträger war der Aufklärungskreuzer Fearless. Er wurde im Ersten Weltkrieg eingesetzt und 1921 verschrottet.
Das Schiff bildete zusammen mit seinen Schwesterschiffen die 6. Zerstörerflottille, die der Home Fleet zugeordnet war. Die 6. Flottille verlegte von September 1935 bis April 1936 wegen der Abessinienkrise zwischen Großbritannien und Italien nach Gibraltar. Der spanische Bürgerkrieg führte dann schon ab Januar 1936 zur Beteiligung der Flottille an den sogenannten Neutralitätspatrouillen vor der südspanischen Küste und ab April mit einem Teil der Flottille vor den spanischen Häfen an der Biskaya. Ein Teil der Flottille wurde für diese Aufgaben bis 1939 eingesetzt, so auch die Fearless zuletzt drei Monate lang ab Januar 1939. Dies war ihr vierter Einsatz an der spanischen Küste.
Im Mai 1939 wurde die Flottille in „8th Destroyer Flotilla“ umbenannt, als die bis dahin separat nummerierten Flottillen der Tribal-Zerstörer in das Nummernsystem eingeordnet wurden.

### Kriegseinsätze
Nach dem Kriegsbeginn verblieb das Schiff bei der Home Fleet, wurde allerdings zusammen mit anderen Zerstörern wiederholt zur U-Jagd eingesetzt. Bei einer dieser Suchfahrten gelang es ihm, zusammen mit der Faulknor, der Forester und der Fortune, am 20. September 1939 das deutsche U-Boot U 27 bei den Hebriden zu versenken.
Im Jahr 1940 wurde der Zerstörer bei der versuchten Abwehr der deutschen Landung in Norwegen (Unternehmen Weserübung) zur Sicherung von Schiffen der Home Fleet eingesetzt. Dabei konnte er am 15. April zusammen mit der Brazen vor dem Vågsfjord U 49 mit Wasserbomben versenken.
Zwei Monate später wies die Admiralität die Fearless mit der 8. Flottille und ihren Schwesterschiffen der neu gebildeten Force H zu, die in Gibraltar stationiert war. Erste Aufgabe des neuen Verbandes war die Neutralisierung der französischen Marine in Mers-el-Kébir (Operation Catapult).
Im folgenden Jahr war der Zerstörer immer wieder mit der Force H im Mittelmeer im Einsatz. Er diente als Eskorte für Flugzeugträger, von denen Jagdflugzeuge nach Malta geflogen wurden, und für Konvois, die meist Kriegsmaterial für die britischen Truppen in Nordafrika und Versorgungsgüter für Malta transportierten. Dabei wurde das Schiff auch als schneller Minensucher genutzt.
Bei einem Vorstoß in den Atlantischen Ozean im Zuge der Suche nach deutschen Versorgern im Anschluss an die Versenkung des Schlachtschiffs Bismarck gelang es der Fearless zusammen mit ihren Schwesterschiffen Faulknor, Forester, Foresight und Foxhound am 18. Juni 1941 das deutsche U-Boot U 138 westlich von Kap Trafalgar zu versenken. Eine Woche später versenkte sich der Blockadebrecher Alstertor bei der Annäherung der Zerstörergruppe selbst.
Einige Wochen später lief der Zerstörer wieder ins Mittelmeer als Teil der Fernsicherung für einen weiteren Malta-Konvoi. Bei einem Angriff italienischer Torpedobomber vom Typ SM.79 wurde die Fearless am 23. Juli 1941 nördlich von Bône von einem Torpedo am Heck getroffen. Das Schiff geriet in Brand und musste von der Forester versenkt werden, nachdem die Maschine ausgefallen war.